# Hans Dieter Bohnet
Hans Dieter Bohnet (* 1. Januar 1926 in Trossingen; † 2006 in Stuttgart) war ein deutscher Bildhauer.

## Leben
Bohnet lebte seit 1939 in Stuttgart. Nach Kriegsdienst und Kriegsgefangenschaft studierte er von 1945 bis 1946 zunächst Architektur an der Technischen Hochschule Stuttgart. 1946 wechselte er zur Bildhauerei und zur Staatlichen Akademie der Bildenden Künste Stuttgart. Dort war er von 1948 bis zu seinem Abschluss 1950 Meisterschüler von Otto Baum (Bildhauer). Bohnet arbeitete seit 1950 als freischaffender Künstler in Stuttgart. 1962 führte ihn ein Stipendium an die Villa Massimo, Rom. 1979 bis 1980 erhielt er ein Stipendium der Cité Internationale des Arts, Paris.

## Werk
Bohnet beschäftigte sich bis Mitte der 1960er Jahre zunächst mit figürlicher Plastik.
Seit Ende der 1960er Jahre ist sein Werk von stereometrischen Formen bestimmt,
insbesondere seit 1970 von der Kugel und dem Kubus sowie seit den 1990er Jahren vom Oktaeder.
«Das Spiel mit der Geometrie von Räumen ist seit Jahrzehnten zentrales Thema in den Arbeiten des Stuttgarter Bildhauers. Bohnet "hinterfragt" den Raum und die geometrische Form im wörtlichen Sinn, nämlich indem er sie aufbricht, sie "auseinander" nimmt, sie in ihre Einzelteile zerlegt. Als Resultat des bildhauerischen "Eingriffs" kehren die vorwiegend aus Edelstahl gefertigten Skulpturen ihre geometrische Struktur, quasi ihr "Konstruktionsprinzip" nach außen. Gleichzeitig provozieren die scheinbar "perfekten", nunmehr manipulierten Formen, verstärkt durch die stellenweise Verwendung glänzender, spiegelnder Oberflächen, den Betrachter zum Nachdenken über die eigene Wahrnehmung - gerade dort, wo er überzeugt ist, längst schon alles gesehen zu haben.»

## Kunststationen
Hans Dieter Bohnet war von Anfang an (seit 1986) in die Planungen für die Internationale Gartenbauausstellung 1993 (IGA 93) in Stuttgart eingebunden. In der Realisierungsphase schuf er auf dem Wartberg drei Kunststationen:
- Den Egelsee mit seinen zahlreichen Wasserspielen, darunter dem Kugelsee mit einem Kugelspringbrunnen und dem Fontänensee mit einer Wasserorgel.
- Die Station Im Keuper, eine landschaftsarchitektonische Installation aus einer Keuperwand mit negativer Eiform und einem Marmorei sowie einer Felsenquelle.
- Die Station Unter den Stangen, eine landschaftsarchitektonische Installation aus 17 Messlatten, die in einem amphitheaterähnlichen Gelände mit ihren Enden die Höhe von 308 m über NN markieren.

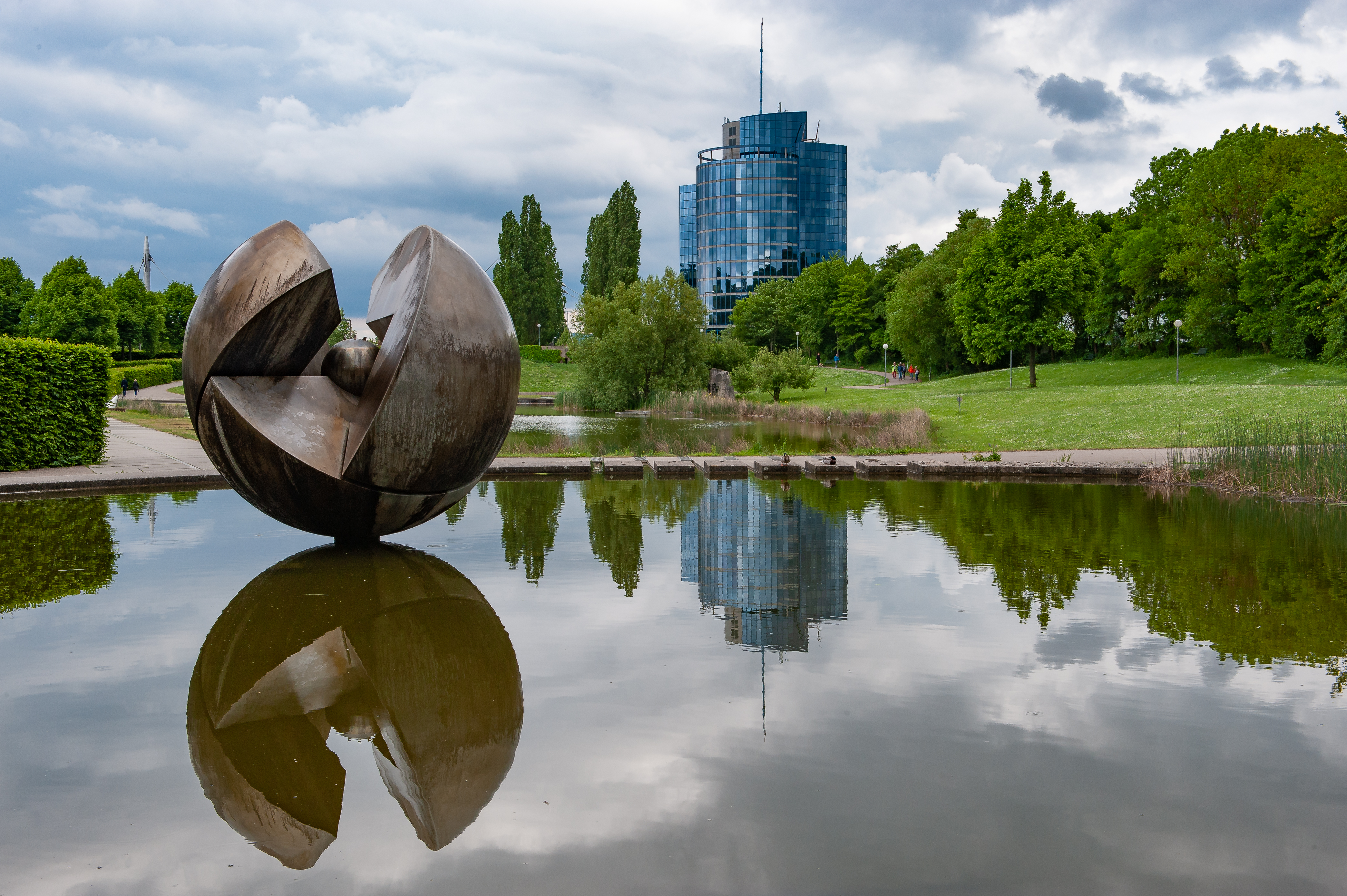
Kugelsee
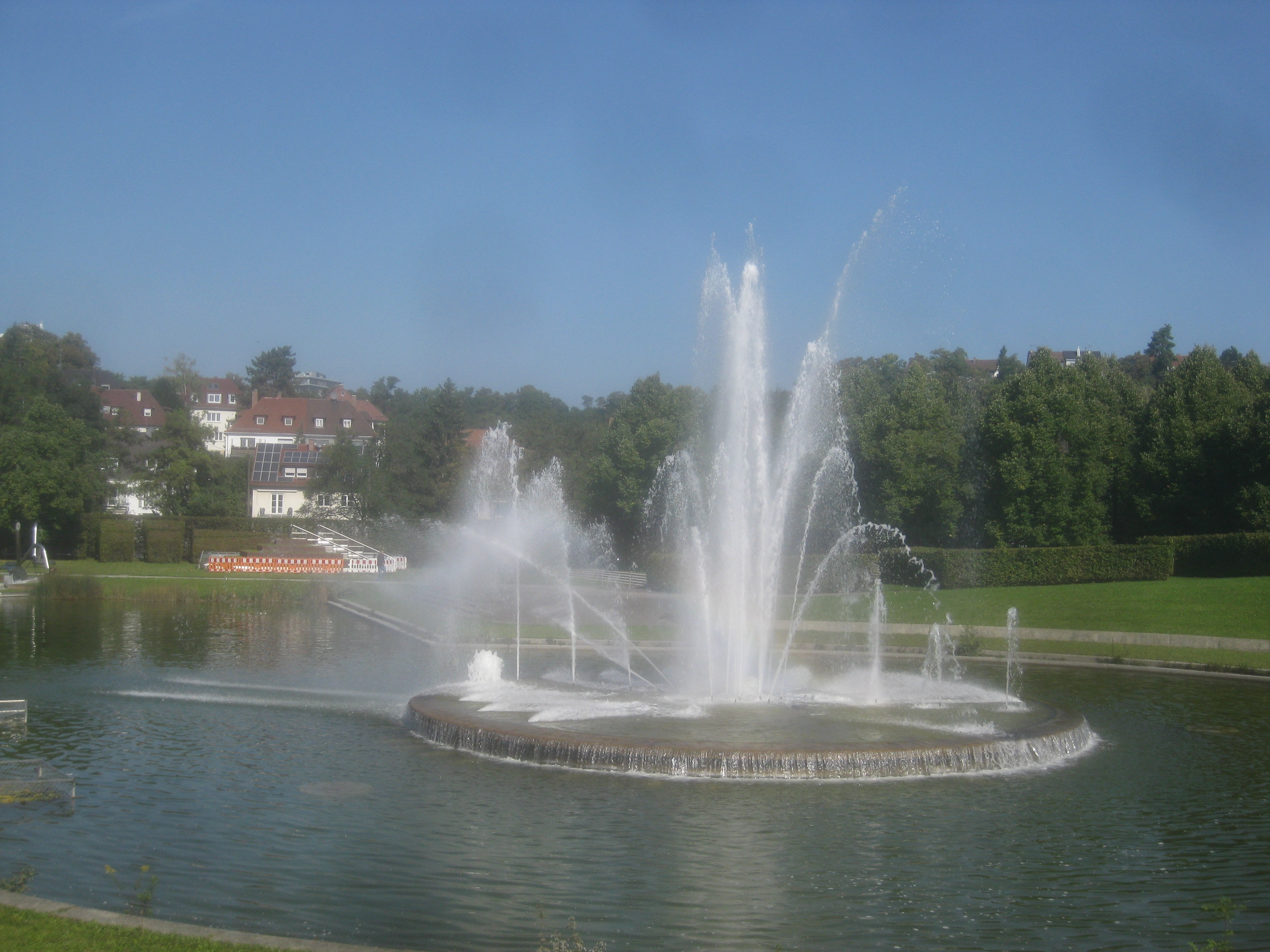
Fontänensee
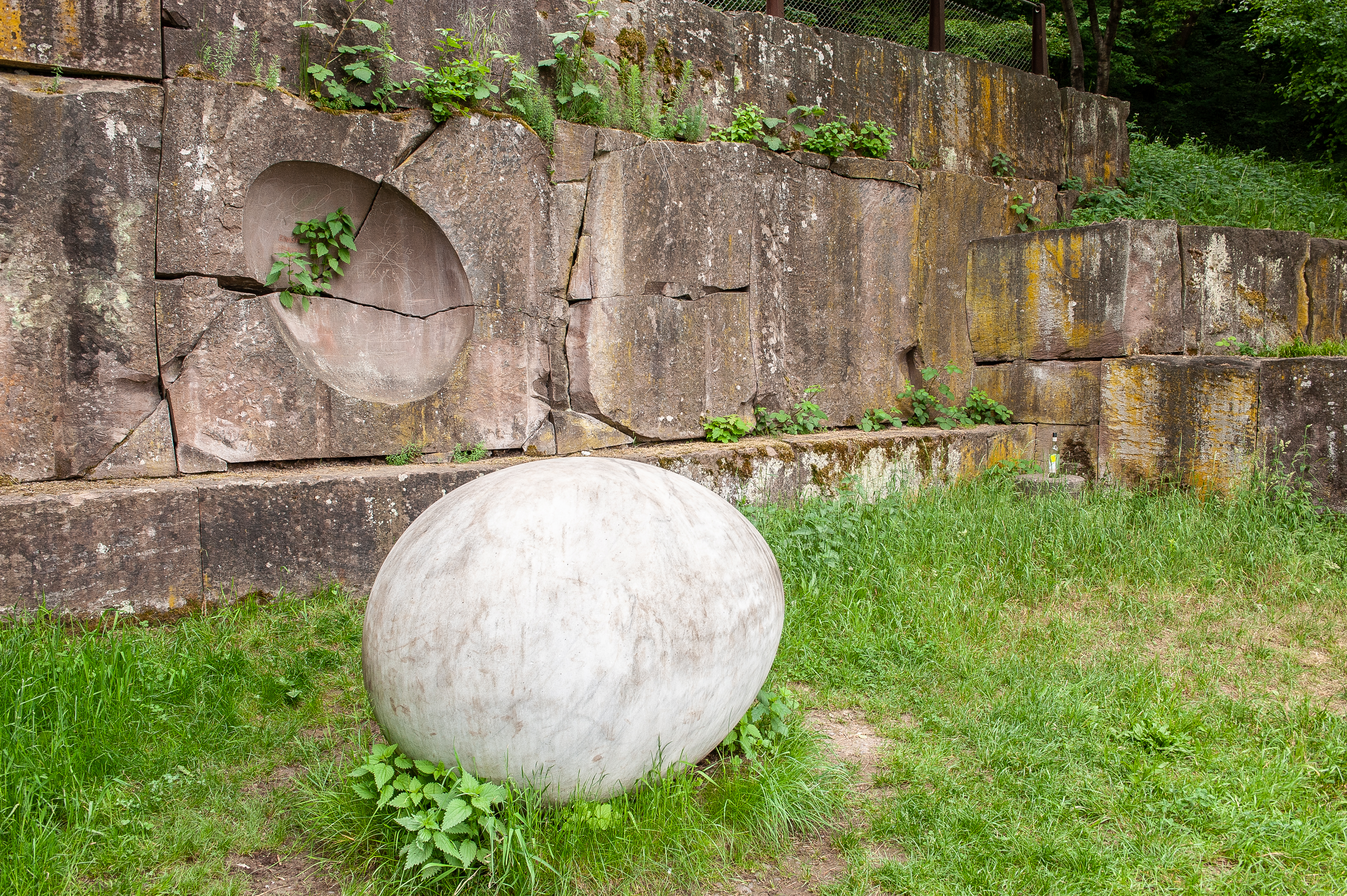
Im Keuper
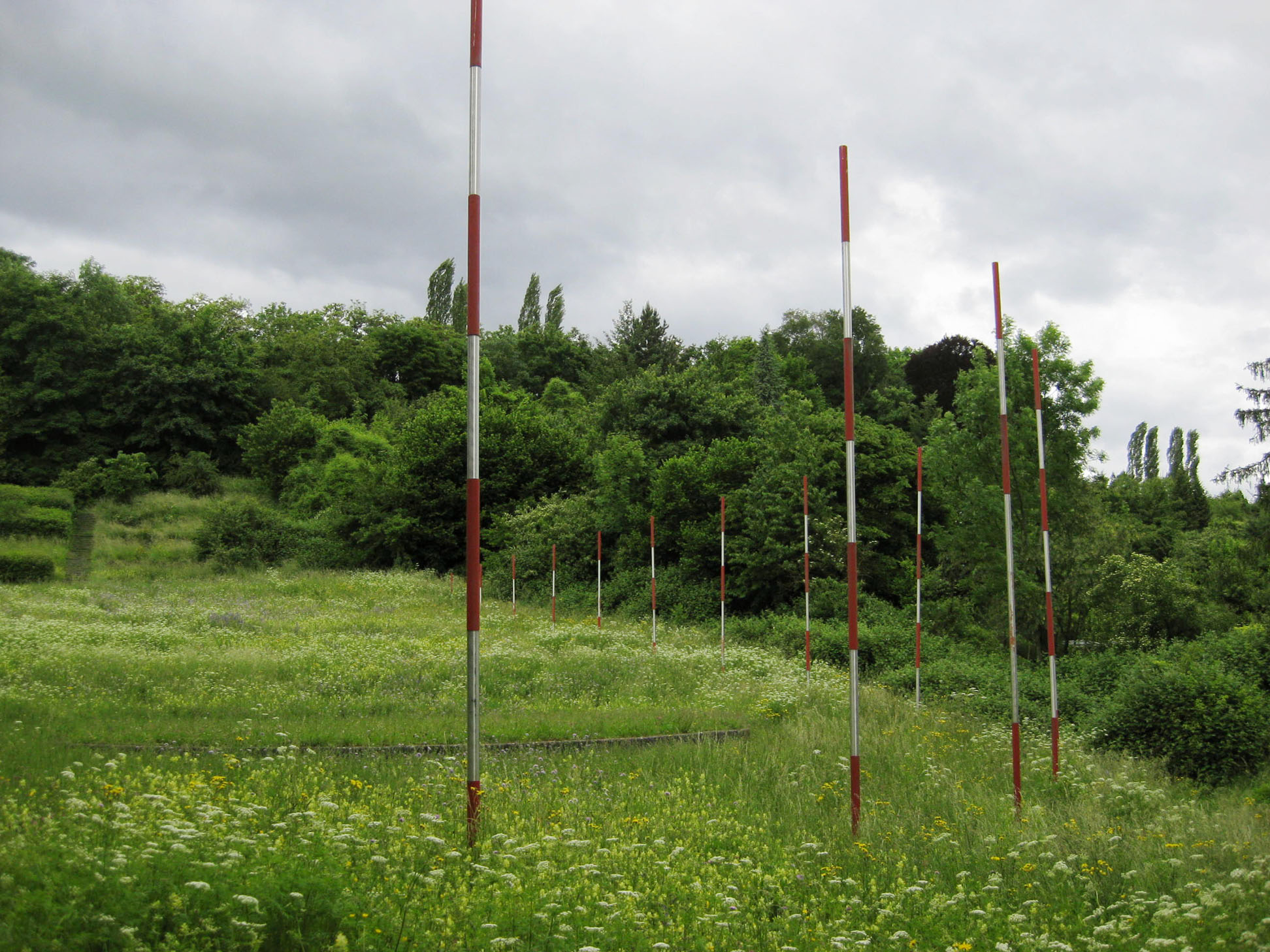
Unter den Stangen

## Ausstellungen (Auswahl)
- 1993 H. D. Bohnet - Bildhauer. Städtische Galerie Böblingen [mit Katalog]
- 2006 Hans Dieter Bohnet: Kugel- und Würfel-Objekte. Stiftung für Konkrete Kunst Roland Phleps, Freiburg im Breisgau

## Fotos (Auswahl)

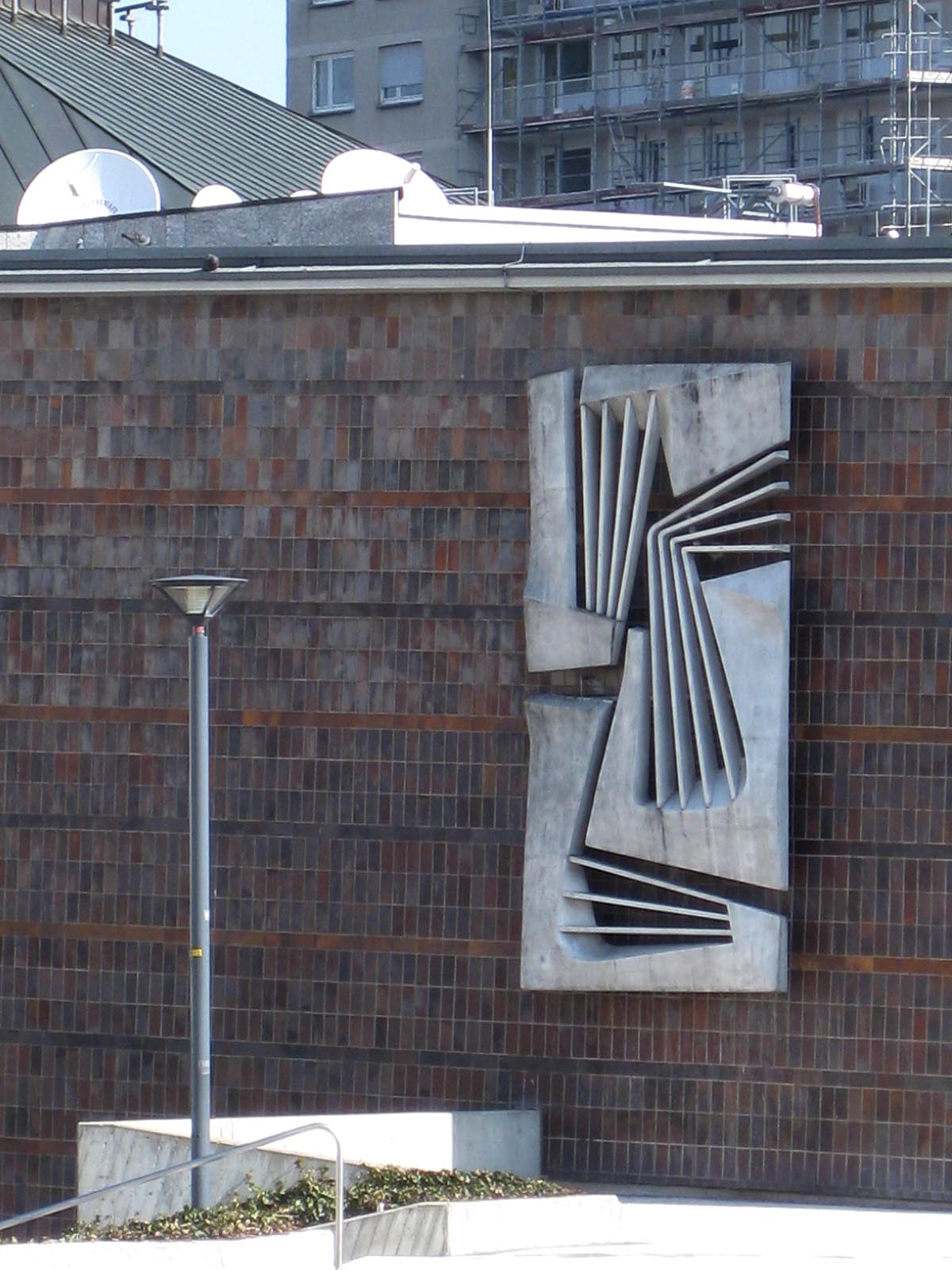
Lyra (1955). Liederhalle, Stuttgart
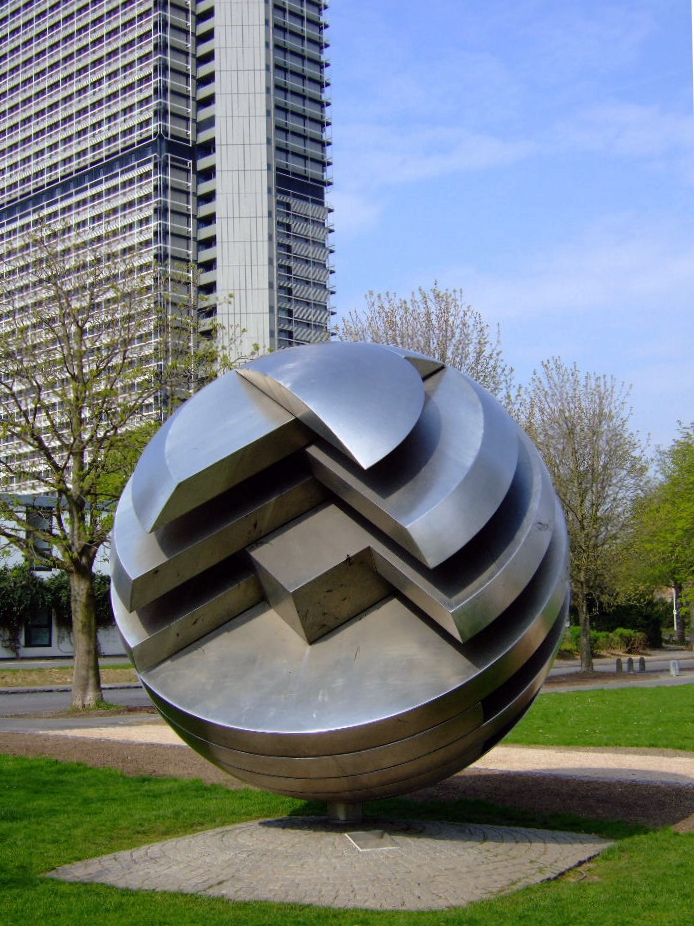
Integration (1976) - vor dem „Langen Eugen“ am Rheinufer in Bonn
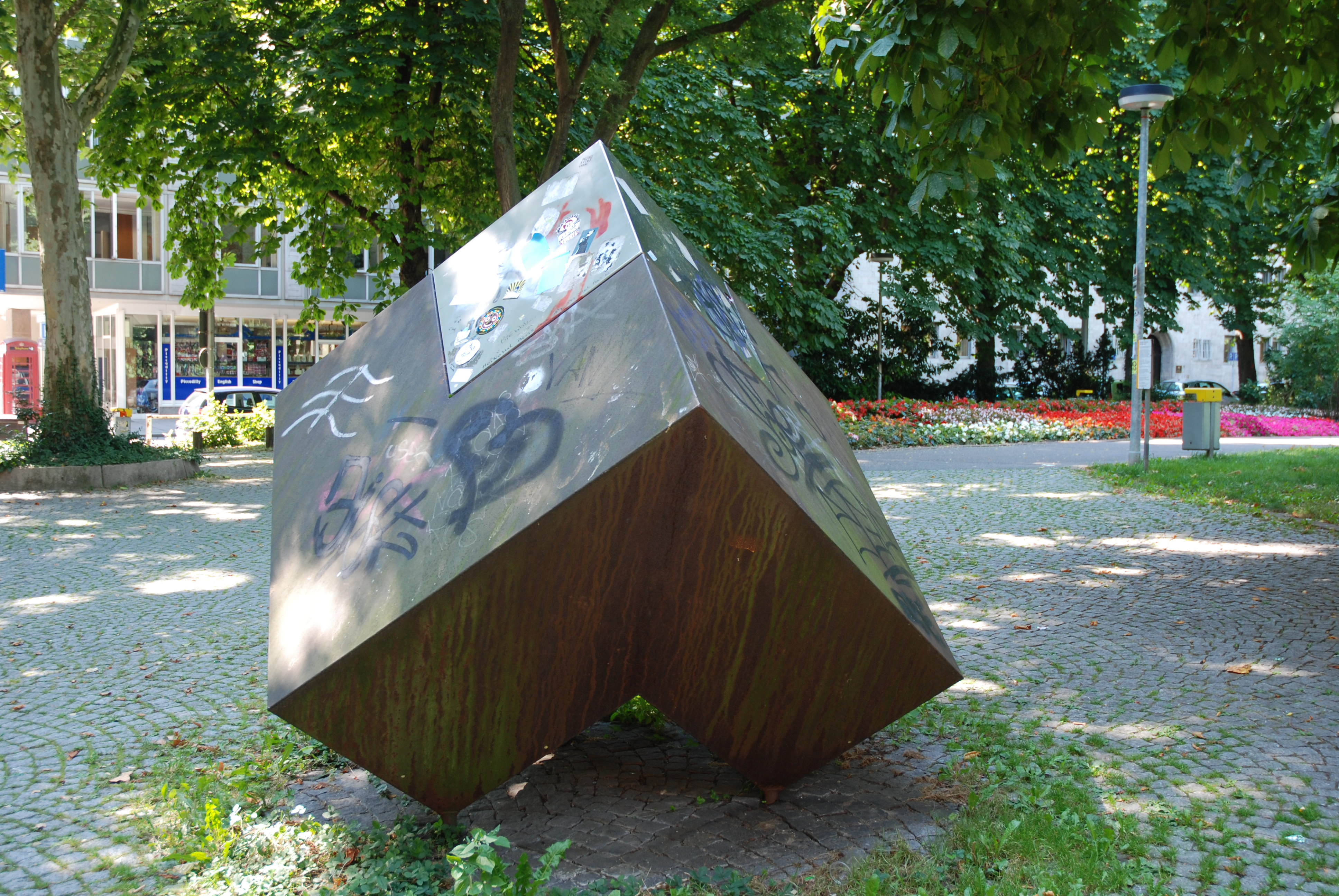
Kubus (1977). Stadtgarten, Stuttgart
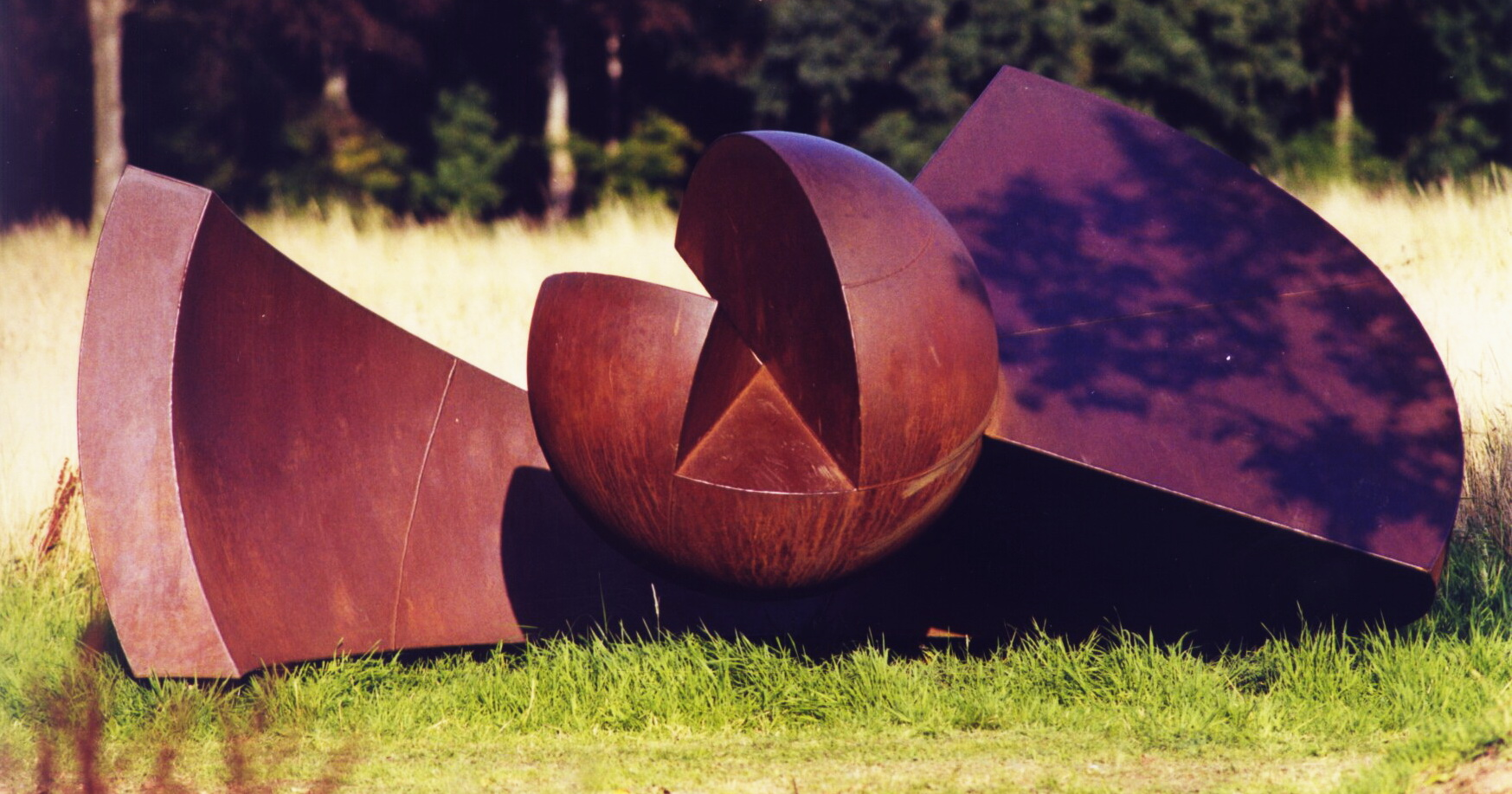
Rondo 87 (1987). 99 Standpunkte in Langenhagen (2000)
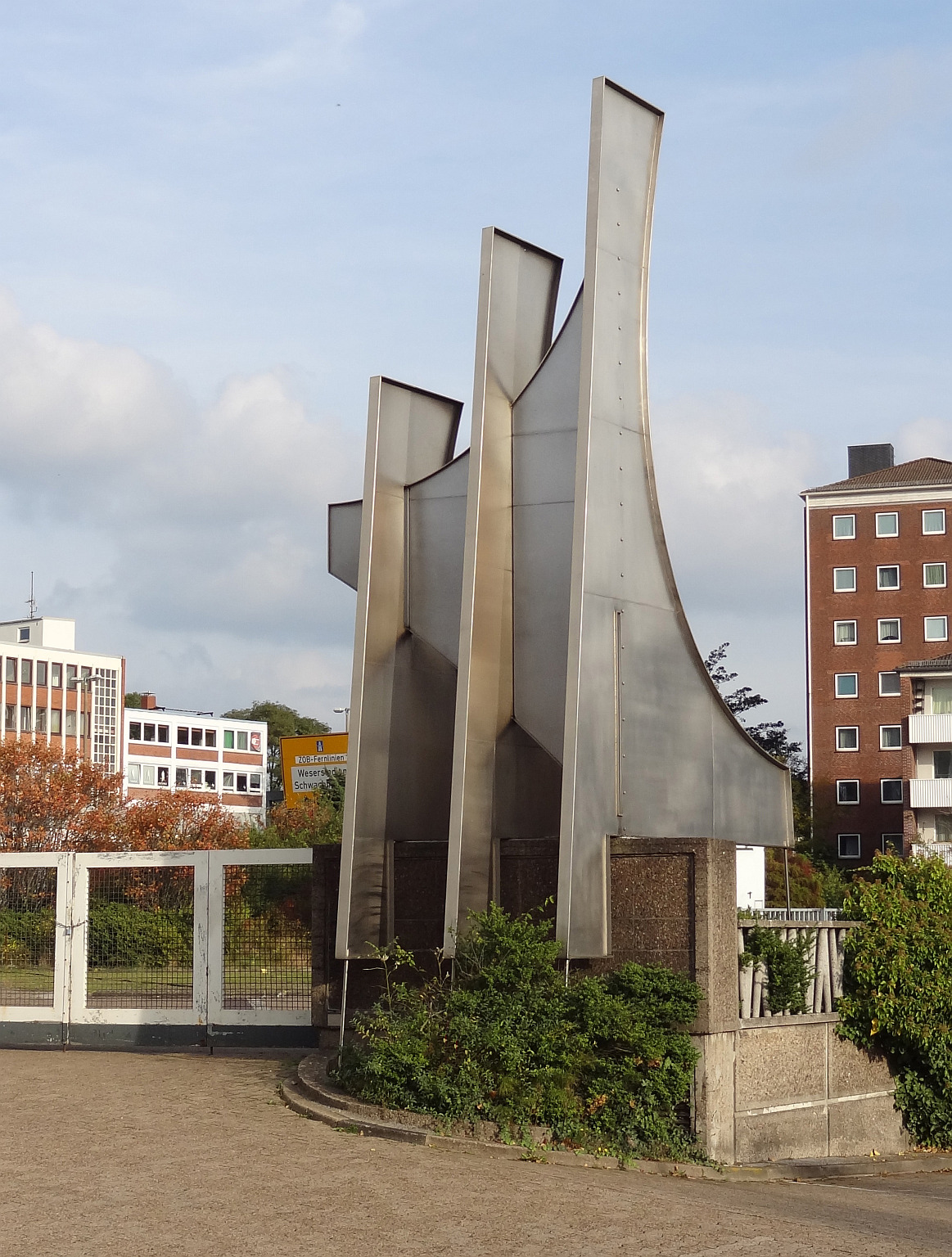
Segel in  Bremen beim ehemaligen Bundeswehrhochhaus (1982)
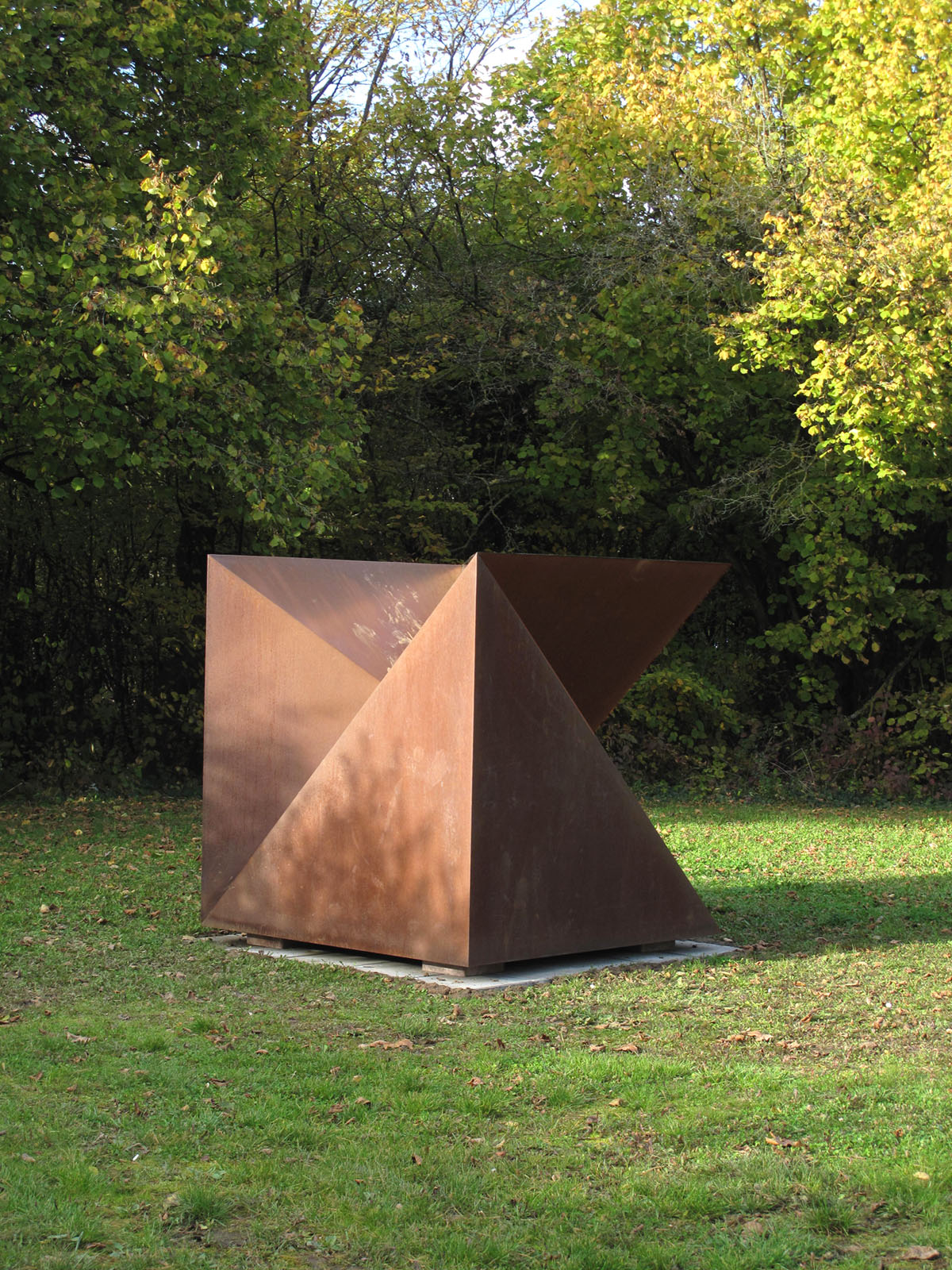
Kubus XIII 99 (1999). Jerg Ratgeb Skulpturenpfad, Herrenberg